# 吉田町 (横浜市中区)
吉田町（よしだまち）は、神奈川県横浜市中区の町名。伊勢佐木町と野毛町の間の、横浜市の中心街に位置する。丁番を持たない単独町名であり、住居表示は未実施。面積は0.034km²。
横浜市内には、戸塚区にも吉田町（よしだちょう）が存在する。

## 地理
町域は北西～南東にやや細長く、イセザキモールの入口に接する南東端から、大岡川を渡り野毛町へ通じる都橋までの吉田町通りは約250mほどである。最寄りとなる市営地下鉄・JR根岸線関内駅は、大岡川の派川跡の首都高速横羽線の掘割の対岸にあり、吉田橋またはその地下のマリナード地下街で直結する。町の北側は同桜木町駅や京急本線日ノ出町駅からも近い。町の南西は、歓楽街の福富町西通・仲通・東通に隣接する。

## 歴史
現在の吉田町を含む一帯は江戸時代初期までは大岡川河口の入り江で、1656年（明暦2年）より吉田勘兵衛によって開墾され、のちに吉田新田と呼ばれるようになった。吉田町はその東北端に位置する。1859年（安政6年）に横浜港が開港すると、東海道から平沼橋、野毛坂、野毛橋（現：都橋）を経て吉田町を通り太田橋（現：吉田橋）を渡って横浜港へ通じる横浜道が設けられた。開港後、浪士らによる外国人襲撃事件が相次ぎ、駐日イギリス総領事のラザフォード・オールコックの直談判を受け幕府は吉田橋ほか6ヶ所に関門を設けた。これ以降、馬車道など関門の内側に当たる地区を関内、関門外側の吉田町や伊勢佐木町などを関外と呼ぶようになった。吉田町は1862年（元治元年）に、元町とともに関外で初めてできた街である。1858年、江戸町奉行は江戸の問屋のうち開港場で商売を希望する者を募り、翌1859年には江戸幕府も開港場への商人の進出を推奨することを広く国民に知らせた。
1873年（明治6年）、区番組制により第一区五番組吉田町となる。1875年に大区小区制施行で吉田町と柳町に分割され第一大区第四小区となったが1878年には郡区町村編制法施行により旧町村が復活し、横浜区吉田町・柳町となった。1880年に茂木惣兵衛により制作された「改正銅版横浜地図全」によると、吉田町と柳町にそれぞれ一丁目と二丁目が設けられている。1889年4月1日に市制が施行され、横浜市吉田町・柳町となる。1928年（昭和3年）には地番整理事業に伴い丁目が廃され、柳町を合併してほぼ現在の町域となった。
1868年（明治元年）に発行された商人の番付表『大港光商君』によると、横浜道沿いに馬車屋と宿屋各2軒、蕎麦屋や寿司屋、汁粉屋など飲食店5軒、川沿いには材木商が営業を始めていた。明治中期ごろには、東海道筋の宿場などからの供給と関内に働き口を求めた移住者の需要が集まったことから、古着市場としても賑わった。
1918年（大正7年）には、吉田町には横須賀商業銀行、横須賀貯蓄銀行、川崎銀行、川崎貯蓄銀行の4行の銀行が営業していた。当時伊勢佐木町に所在する銀行は2行、元町には1行であり、金融機関が多く集まっていたことが窺える。昭和に入った1928年には弁天通から都南貯蓄銀行が移転してきた。1945年に横浜興信銀行に統合された後も、同行本店であった都南ビルは姿を保っている。
1923年（大正12年）の関東大震災では吉田町の裏通りや伊勢佐木町、馬車道などから火の手が上がり、野毛山方面に通じる都橋や柳橋は焼失した。唯一通行可能であった吉田橋は、横浜公園に避難しようとした住民が殺到し、焼死者や川に落ちて溺死する者が相次ぎ、吉田橋周辺での死者は815人に上った。これは、市内では千人余りの死者を出した山下町に次いで凄惨なものであった。1918年には54軒あった商店は一度灰燼に帰したものの震災の翌年には30店舗が営業を再開し、1926年4月には震災前と同じ54店舗まで復帰した。しかし、1945年5月29日の横浜大空襲で再び焦土と化した。

## 現在
戦災復興にあたり、吉田町通り（横浜道）沿いは1952年に施行された耐火建築促進法に基づき、鉄筋コンクリート造り4階建ての防火帯建築の共同ビルが建てられた。上層部は集合住宅、下層部は店舗として使われ、老舗の鶏肉専門店などのほか画廊やバー、カフェなどが軒を連ねる。赤い壁が印象的であるが、これは塗装店に廉価な材料を依頼したところ船底用の防錆塗料を提案されたことによる。この街並みは、2013年に横浜市都市整備局景観調整課主催「第6回横浜・人・まち・デザイン賞」を受賞している。アートやジャズをテーマとした街づくりが進められ、2000年からは、毎年4月ないし5月に「アート&ジャズフェスティバル」が開催されているほか、毎年5月3日ならびに7･8･10月下旬の土曜日には「吉田まちじゅうビアガーデン」が開催されている。
2022年（令和4年）11月1日、神奈川県は吉田町を県暴力団排除条例に基づき暴力団排除特別強化地域に指定した。

## 世帯数と人口
2025年（令和7年）6月30日現在（横浜市発表）の世帯数と人口は以下の通りである。
| 町丁   | 世帯数  | 人口  |
| ------ | ------- | ----- |
| 吉田町 | 700世帯 | 946人 |

### 人口の変遷
国勢調査による人口の推移。
| 年                 | 人口  |
| ------------------ | ----- |
| 1995年（平成7年）  | 178   |
| 2000年（平成12年） | 265   |
| 2005年（平成17年） | 222   |
| 2010年（平成22年） | 502   |
| 2015年（平成27年） | 1,023 |
| 2020年（令和2年）  | 1,009 |

### 世帯数の変遷
国勢調査による世帯数の推移。
| 年                 | 世帯数 |
| ------------------ | ------ |
| 1995年（平成7年）  | 80     |
| 2000年（平成12年） | 155    |
| 2005年（平成17年） | 123    |
| 2010年（平成22年） | 345    |
| 2015年（平成27年） | 726    |
| 2020年（令和2年）  | 774    |

## 学区
市立小・中学校に通う場合、学区は以下の通りとなる（2024年11月時点）。
| 番地 | 小学校             | 中学校                 |
| ---- | ------------------ | ---------------------- |
| 全域 | 横浜市立本町小学校 | 横浜市立横浜吉田中学校 |

## 事業所
2021年現在の経済センサス調査による事業所数と従業員数は以下の通りである。
| 町丁   | 事業所数  | 従業員数 |
| ------ | --------- | -------- |
| 吉田町 | 137事業所 | 1,799人  |

### 事業者数の変遷
経済センサスによる事業所数の推移。
| 年                 | 事業者数 |
| ------------------ | -------- |
| 2016年（平成28年） | 107      |
| 2021年（令和3年）  | 137      |

### 従業員数の変遷
経済センサスによる従業員数の推移。
| 年                 | 従業員数 |
| ------------------ | -------- |
| 2016年（平成28年） | 1,143    |
| 2021年（令和3年）  | 1,799    |

## 施設
- 伊勢佐木警察署 吉田橋交番

## 出身・ゆかりのある人物
- 磯野庸幸（神奈川県多額納税者、ラジオ関東（現：アール・エフ・ラジオ日本）社長、貴族院議員、衆議院議員）

## その他

### 日本郵便
- 郵便番号：231-0041[3]（集配局：横浜港郵便局[27]）

### 警察
町内の警察の管轄区域は以下の通りである。
| 番・番地等 | 警察署         | 交番・駐在所 |
| ---------- | -------------- | ------------ |
| 全域       | 伊勢佐木警察署 | 吉田橋交番   |